# Vítor da Costa e Silva
Vítor da Costa e Silva GCA (Lagos, 12 de Abril de 1851 — Lisboa, 7 de Fevereiro de 1946), foi um artesão e político português.

## Biografia

### Primeiros anos e educação

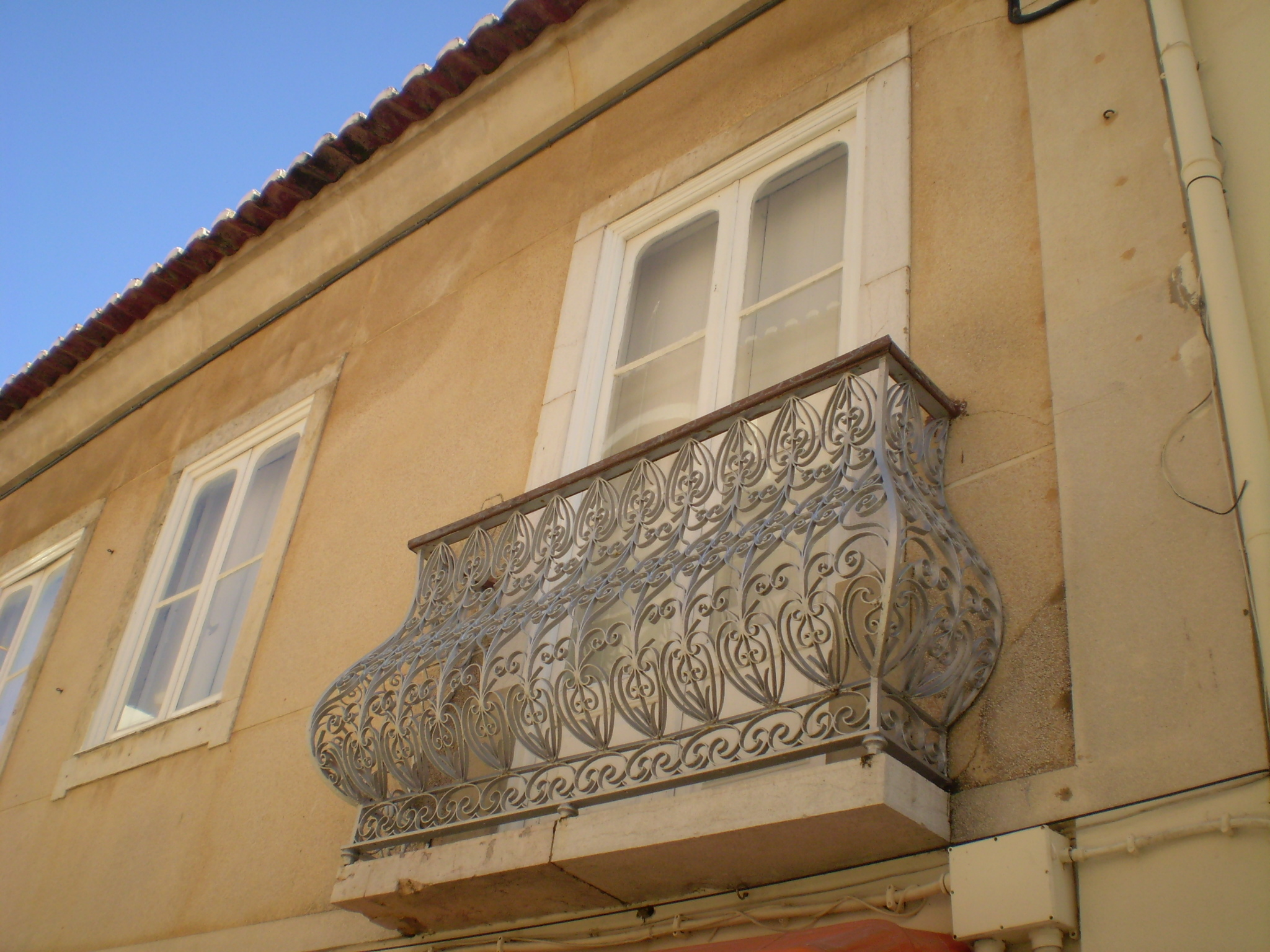
Sacada em estilo Papo de Rola, modelada por Vítor da Costa e Silva para a sua casa na Rua Afonso de Almeida, em Lagos.

Nasceu na Freguesia de Santa Maria, na cidade de Lagos, em 12 de Abril de 1851, tendo como pais António José e de Ana do Carmo.
Frequentou apenas a escola primária, tendo completado a 3.ª classe.

### Carreira artística e política
Depois de abandonar os estudos primários, começou a aprender o ofício de serralheiro; posteriormente, o seu pai emigrou para o Brasil, tendo Vítor da Costa e Silva ficado à responsabilidade de uma tia. Deslocou-se para Lisboa, aonde foi trabalhar para uma serralharia, e, posteriormente, no Arsenal do Alfeite. Algum tempo depois, voltou a Lagos, onde instalou uma serralharia. Celebrizou-se pelo seu talento na moldagem dos metais, tendo o seu trabalho mais admirável sido a sacada em papo de rola presente na janela de uma habitação, na Rua Afonso de Almeida. Trabalhou, igualmente, na indústria de conservas de peixe, em Lagos e Olhão, onde elaborava os cunhos e moldes necessários para cortar a chapa para as tampas das latas, e construiu máquinas de fabrico de pregos e chaves para abrir as latas de conservas.
Após a Implantação da República, ocupou o cargo de vereador na Câmara Municipal de Lagos, tendo sido nomeado para presidente da autarquia de 8 de Janeiro de 1913 a 31 de Dezembro de 1913, e de 2 de Janeiro de 1915 a 31 de Dezembro de 1917. Durante o seu mandato, assumiu um papel preponderante na vinda do transporte ferroviária até Lagos, completando o processo já iniciado pelo seu antecessor, Francisco Tavares Delrisco, e foi responsável pela preparação de uma zona de sapal, no Rossio de São João, para aí se localizar a feira franca.

### Família e falecimento
Estava casado com Gertrudes Magna de Cintra e Silva.

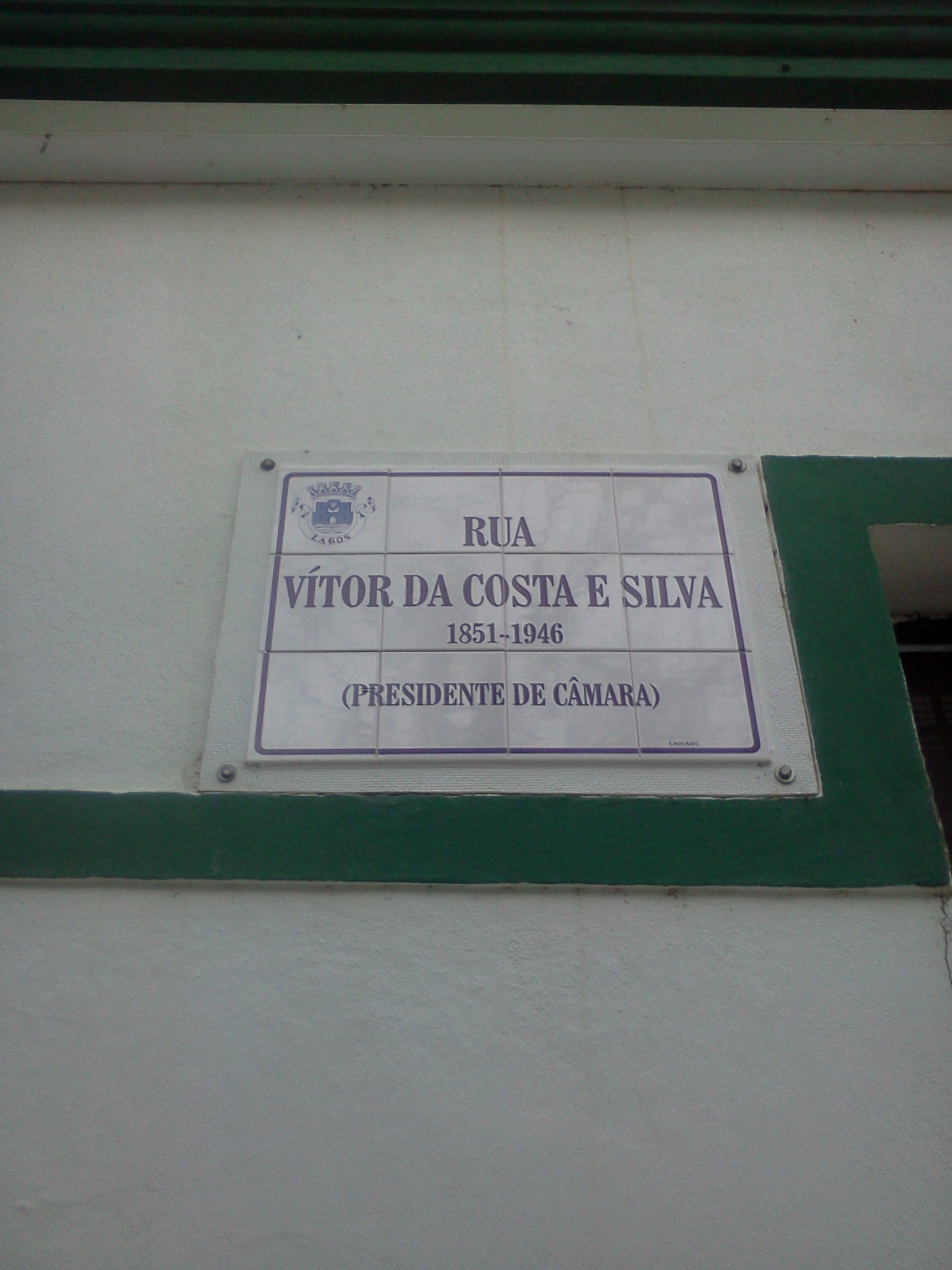
Placa toponímica da Rua Vitor da Costa e Silva, na cidade de Lagos.

## Prémios e homenagens
Vítor da Costa e Silva foi condecorado com a Ordem Militar de Cristo, pelo presidente Óscar Carmona. Foi, igualmente, homenageado pela Câmara Municipal de Lagos, que colocou o seu nome numa rua da Freguesia de São Sebastião.